# Laurențiu de Brindisi
Laurențiu de Brindisi, născut Giulio Cesare Rossi, (n. 22 iulie 1559, Brindisi, Terra d'Otranto⁠(d), Italia – d. 22 iulie 1619, Lisabona, Portugalia) a fost un preot catolic italian, călugăr capucin, învățător al Bisericii.

## Viața
S-a născut în anul 1559. După ce a intrat în ordinul capucin (1575) a studiat la Padova și Veneția, interesându-se cu pasiune mai ales de Sfânta Scriptură și învățând temeinic limbile biblice (greaca și ebraica). În 1582 a fost hirotonit preot, apoi a predat confraților teologia și și-a dezvoltat personalitatea dobândind o cultură deosebită. A străbătut Europa ca predicator plin de râvnă și foarte ascultat. A fost General al Ordinului între 1602 și 1605. A condus Ordinul capucin în Austria și Boemia. A influențat politica religioasă a principilor catolici în privința disputelor cu protestanții. A murit la Lisabona în anul 1619.

## Opera
Sf. Laurențiu din Brindisi a scris numeroase lucrări pe tema credinței, publicate în:
- Opera omnia, 15 vol., Padova 1928-1956

## Cult
Papa Ioan al XXIII-lea l-a declarat învățător al Bisericii (1959).
Este sărbătorit în Biserica Catolică la 21 iulie.